# Свинг
Ера свинга (такође често називана "Биг-бенд ера") је временски период (око 1935—1946), када је биг-бенд свинг музика била најпопуларнији музички жанр у САД. Иако је то био њен најпопуларнији период, музика је ствaрана још од краја 1920-их и почетком 1930-их година, свирана од стране црних бендова предвођени уметницима као што су Дјук Елингтон, Џими Ланцфорд, Бени Мотен, Кеб Келовеј и Флечер Хендерсон, и белих бендова из 1920-их предвођени уметницима попут Рас Моргана и Ишам Џоунса. Почетак овог доба понекад је датиран од наступа "краља свинга", Бени Гудманa, у Паломар дворани у Лос Анђелесу 21. августа 1935., што је довело до распрострањења до остатка државе. 1930-е године су такође постале ера других солиста као што су: тенор саксофонисте Коулмен Хокинс и Чу Бери; алт саксофонисте Бени Картер и Џони Ходгес; бубњари Џин Крупа, Коузи Коул и Сид Катлет; пијанисти Фец Валер и Теди Вилсон; трубачи Рој Eлдриџ, Бани Бериган, и Рекс Стјуарт.
Mузичко експериментисање је увек било популарно у Америци. Многи црни, бели, латински, амерички, и европски музички утицаји бивају спојени када се свинг појавио. Снимци музичара Ишам Џонса, популарни џез/блуз бенд лидер, и његов оркестар, који је повремено укључивао и Бени Гудмана снимили за РЦА Виктор. Свинг ера је такође убрзала популарност додајући познатом, рекламном, популарном материјалу харлем изглед и продајући га кроз беле бендове за белу музичку публику. У Бени Гудман групи, најразличитији стилови су текли заједно: неки из Њу Орлеанс традиције, кроз Флетчера Хендерсона, који је организовао групу; риф техника Канзас Ситија; и прецизност и учења многих белих музичара. Са друге стране, лака мелодичност и чистоћа интонације Гудман групе дала је могућност да "прода" џез масивној публици.
Џез/блуз ера је донела у свинг музику Луја Армстронга, Били Холидеј, и до 1938. године, Елу Фицџералд. Други музичари, који су се уздигли у ово време били су Џими Дорси, његов брат Томи Дорси, Глен Милер, Каунт Бејси, Гудманов будући противник Арти Шо, и Вуди Херман, који је напустио Ишам Џонс оркестар 1936. године, да почне своју групу. Неколико фактора је довело до колапса свинг ере: забрана снимања од августа 1942. до новембра 1944. године (унија којој је већина џез музичара припадала рекла је својим учесницима да не снимају док се издавачке куће не сложе да им плате сваки пут када се њихова музика чује на радију); ранија забрана АСКАП песама од радио станица; Други светски рат, због ког је бендовима било теже да путују; "кабаре порез", који је био тако висок и до 30%; промена музичког укуса; и издизање бибопа. Иако су Еллингтон и Бејси били у стању да задржи њихове бендове заједно (последњи разлог је успео да на кратко смањи групу; у периоду 1950-1952), до краја 1946. године, већина њихових конкурената су били приморани да се распусте, као резултат свинг ере да се заврши.

## Музички Елементи

### Tемпo
Старији стилови џез музике су заједно груписани и именовани "двоударни џез". То представља облик организације ритма у којима се истиче први и трећи откуцај (посебно бас), често остављајући други и четврти откуцај тихим. При крају двадесетих година двоударни стил се осећао дотрајало. У Харлему, па чак и више у Канзас Ситију, нови начин игре се развија око 1928-29. Из другог одласка из историје џеза - путовање из Чикага у Њујорк – свинг почиње. Ово углавном важи, али, постоје замршени изузеци што је често у свинг музици. Луј Армстронг (и неки чикагски играчи) су већ упознати са четири-ударним стилом у двадесетим годинама. Са друге стране, Џими Ланцфордов Биг-бенд на највишој тачки развитка свинга користи уједно и 2/4 и 4/4.

### Ритам
У мају 1935. године, број један рекорд у земљи био је Џими Ланцфордов „Ритам-наша ствар”. Објављена неколико месеци пре него што је Бени Гудман изазвао велику популарност, позната као свинг, песма је пружила први поглед на предстојећи жанр џез музике. "Ритам-то је наш посао/ ритам-то је оно што ми продајемо", - Ланцфордов певач је рекао: "ритам-то је наш посао / посао је наравно добро." Ако је ритам одређивао свинг бенд, њени темељи лежали су у ритмичким секцијама: клавир, гитара, бас и бубњеви.
Сваки од водећих група представљали су јасне, добро дизајниране уметничке нападе, који је допуњавао свој посебан стил. Ритмичке секције Елингтона, Бејсија, и Ланцфорда, на пример, звучали су сасвим другачије. У 1930-их година, удараљке су значајно напредовале у смислу џеза. У том процесу, они су помогли да се постави темељ за би-бап.

### Инструментаријум
- Саксофона (укључујући алт, тенор и баритон)
- Труба
- Тромбон
- Кларинет
- Бас
- Гитара
- Клавир
- Бубњеви

## Песме из доба свинга
У ери свинга произведени су многобројни класични снимци. Неки од њих су:
- "Begin the Beguine" написао Cole Porter, снимио Artie Shaw
- "Bei Mir Bist Du Schön" oд Andrews Sisters заједно са Vic Schoen и његовим  оркестром
- "Body and Soul" од Coleman Hawkins, музику записао Johnny Green, а текст Frank Eyton, Edward Heyman и Robert Sour
- "Blue Skies" од Benny Goodman Live at Carnegie Hall 1938
- "Chattanooga Choo Choo" од Glenn Miller и његовог оркестра, и кориштен у филму из 1941. год "Sun Valley Serenade"
- "Cherokee" од Charlie Barnet, музику и текст записао Ray Noble
- "Daddy From Georgia Way" снимио Bob Chester и његов оркестар са Columbia Records, текст и музику записала Daisy Lawton
- "For Dancers Only" од Jimmy Lunceford
- "Goody Goody" од Benny Goodman и његовог оркестра (са солисткињом Helen Ward)
- "HEY! Here Comes That Mood" снимио Vincent Lopez, музику и текст записала Gloria Parker
- "I Can't Get Started" од Bunny Berigan
- "In Santiago by the Sea" од Gloria Parker и  снимио Vincent Lopez и његов оркестар
- "In the Mood" од Glenn Miller
- "It Don't Mean a Thing (If It Ain't Got That Swing)" од Duke Ellington
- "Jersey Bounce" од Benny Goodman
- "Jumpin' at the Woodside" од Count Basie
- "Leap Frog", тематска песма од Les Brown (bandleader)
- "Minnie the Moocher" од Cab Calloway, Irving Mills, и Clarence Gaskill
- "Moonlight Serenade" од Glenn Miller
- "King Porter Stomp" од Fletcher Henderson
- "Nightmare" од Artie Shaw
- "Pennsylvania 6-5000 (song)" од Glenn Miller и његовог оркестра
- "Sentimental Journey" заједно написао Les Brown; певала Doris Day
- "Sing, Sing, Sing" од  Benny Goodman
- "Song of India" од Tommy Dorsey
- "Stardust", коју су снимили сви, од Armstrong, до Miller и Shaw; музика и текст Hoagy Carmichael
- "Stompin' at the Savoy" од Benny Goodman
- "Sugar Foot Stomp" од Fletcher Henderson и Benny Goodman
- "Tonight Be Tender To Me" од Gloria Parker и снимила Una Mae Carlisle
- "Tuxedo Junction" од Erskine Hawkins
- Two O'Clock Jump од Harry James
- "Where, I Wonder, Where?" и "What Would Happen To Me If Something Happened To You?" од Isham Jones, и Three X Sisters, солисткиње